# The Cardigans
The Cardigans är en svensk pop- och rockgrupp bildad i Jönköping 1992. Gruppen består av sångaren Nina Persson, gitarristen Peter Svensson, Lasse Johansson på keyboard, basisten Magnus Sveningsson och Bengt Lagerberg på trummor. Sedan 2012 turnerar inte längre Peter Svensson med bandet, utan har ersatts av Oskar Humlebo.

## Historia
Gruppens första konsert ägde rum den 2 mars 1993 i Kulturhuset i Jönköping som förband till Popsicle. I september samma år gick The Cardigans för första gången in i Tambourine Studios för att spela in debutsingeln "Rise and Shine", som släpptes 5 april 1994. I maj samma år släpptes debutalbumet Emmerdale, på skivbolaget Trampolene Records, som då blivit en del av Stockholm Records, och albumet vann en Grammis för Årets Pop album. På sommaren flyttade gruppen till Malmö och bodde tillsammans på Södra Förstadsgatan 68, och 6 oktober 1994 spelade The Cardigans för första gången utomlands på Loppen i Köpenhamn. Ett internationellt genombrott av större slag kom året därpå med albumet Life, och singeln "Carnival". Albumet sålde en miljon exemplar i Japan, och samma år spelade The Cardigans för första gången på Roskildefestivalen, och spelade även på Dingwalls i London och inledde en turné i Japan. På hösten turnerade gruppen tillsammans med Blur. 
I juni 1996 turnerade The Cardigans för första gången i USA, och i augusti samma år släpptes singeln "Lovefool", som också kom med på ett storsäljande soundtrack till den amerikanska filmen Romeo & Julia. Musikvideon till låten visades ofta på MTV, och under flera månader 1997 var "Lovefool" den mest spelade låten på amerikansk radio. Bandet medverkade också med låten i ett avsnitt av Beverly Hills 90210. Refrängen i "Lovefool" skulle senare återanvändas i Justin Biebers låt "Love Me" från 2010.
Tredje studioalbumet First Band on the Moon släpptes 1996, och bandet turnerade under en period av ett och ett halvt år, bland annat med flera spelningar i USA, Europa,  Australien och Japan. Den 16 januari 1997 spelade The Cardigans för första gången på Budokan i Tokyo, och samma år vann gruppen den svenska regeringens första musikexportpris.
Fjärde studioalbumet Gran Turismo släpptes hösten 1998, från vilken "My Favourite Game" blev en singelhit och bandet fick två Rockbjörnar för sina insatser under året. The Cardigans spelade sedan in Talking Heads låt "Burning Down the House" tillsammans med Tom Jones, som släpptes på hans studioalbum "Reload" 1999. Låten som spelades in i Tambourine studios i Malmö, hamnade på andraplats på Sverigetopplistan och på sjundeplats på UK Singles Chart. 
The Cardigans inledde 1999 sin världsturné i USA, då de besökte 16 nordamerikanska städer. Med sig på turnén följde Kent. Bland annat gjorde de en spelning på legendariska San Francisco-klubben, The Fillmore. I mars följde konserter i Japan, och senare flera spelningar i Europa. 29 april 1999 spelade The Cardigans för första gången i Royal Albert Hall.
Efter turnén tog gruppen en längre paus från varandra och arbetade med andra musikaliska projekt. Magnus Sveningsson har haft ett eget sidoprojekt som hette Righteous Boy. Peter Svensson har haft ett samarbete med Joakim Berg från Kent under gruppnamnet Paus.
Nina Persson släppte hennes sidoprojekt "A Camp" 2001.
The Cardigans kom sedan tillbaka 2003 med sitt femte studioalbum Long Gone Before Daylight, och turnerade åter i Europa, och 2004 återbesökte bandet USA och Kanada.
I oktober 2005 släpptes The Cardigans sjätte och hittills senaste studioalbum Super Extra Gravity, och världsturnén nådde även för första gången Brasilien i september 2006. 
The Cardigans har från 2012 fortsatt att framträda sporadiskt, men utan gitarristen Peter Svensson, och de har sålt i mer än 15 miljoner skivor världen över.

## Priser och utmärkelser
- 1996 – Grammis, ”Årets pop/rockgrupp”[15]
- 1997 – Musikexportpriset
- 1998 – Grammis, ”Årets album” för Gran Turismo[15]
- 1998 – Grammis, ”Årets pop/rockgrupp”[15]
- 1998 – Rockbjörnen, ”Årets svenska grupp”
- 1998 – Rockbjörnen, ”Årets svenska album” för Gran Turismo
- 2003 – Grammis, ”Årets rockgrupp”[15]
- 2003 – Grammis, ”Årets album” för Long Gone Before Daylight[15]
- 2003 – Grammis, ”MTV-priset för bästa video” för "You're the Storm"[15]
- 2017 – Invald i Swedish Music Hall of Fame[16]

## Medlemmar
- Lars-Olof Johansson – keyboard, piano, gitarr
- Bengt Lagerberg – trummor, slagverk
- Nina Persson – sång, keyboard
- Magnus Sveningsson – basgitarr, sång
- Peter Svensson – gitarr, sång, turnerar sedan 2012 ej med bandet.[2]

## Diskografi

### Studioalbum
| År   | Detaljer                                                                           | Högsta listplaceringar | Högsta listplaceringar | Högsta listplaceringar | Högsta listplaceringar | Högsta listplaceringar | Högsta listplaceringar | Högsta listplaceringar | Högsta listplaceringar | Högsta listplaceringar | Högsta listplaceringar | Högsta listplaceringar | Högsta listplaceringar | Högsta listplaceringar | Högsta listplaceringar | Högsta listplaceringar |
| År   | Detaljer                                                                           | SVE                    | ÖST                    | KAN                    | SCH                    | DAN                    | FIN                    | FRA                    | GER                    | IRL                    | NED                    | NZ                     | NOR                    | POR                    | UK                     | USA                    |
| ---- | ---------------------------------------------------------------------------------- | ---------------------- | ---------------------- | ---------------------- | ---------------------- | ---------------------- | ---------------------- | ---------------------- | ---------------------- | ---------------------- | ---------------------- | ---------------------- | ---------------------- | ---------------------- | ---------------------- | ---------------------- |
| 1994 | Emmerdale - Utgivning: 18 februari 1994 - Skivbolag: Trampolene Records            | 29                     | —                      | —                      | —                      | —                      | —                      | —                      | —                      | —                      | —                      | —                      | —                      | —                      | —                      | —                      |
| 1995 | Life - Utgivning: 16 mars 1995 - Skivbolag: Stockholm Records                      | 20                     | —                      | —                      | —                      | —                      | —                      | —                      | 50                     | —                      | —                      | —                      | —                      | —                      | 51                     | —                      |
| 1996 | First Band on the Moon - Utgivning: 12 augusti 1996 - Skivbolag: Stockholm Records | 2                      | —                      | 41                     | —                      | —                      | 16                     | —                      | 83                     | —                      | —                      | 12                     | —                      | —                      | 18                     | 35                     |
| 1998 | Gran Turismo - Utgivning: 1 oktober 1998 - Skivbolag: Stockholm Records            | 1                      | 43                     | 30                     | —                      | —                      | 8                      | 44                     | 38                     | 29                     | 27                     | 24                     | 2                      | —                      | 8                      | 151                    |
| 2003 | Long Gone Before Daylight - Utgivning: 24 mars 2003 - Skivbolag: Stockholm Records | 1                      | 47                     | —                      | 22                     | 13                     | 10                     | 47                     | 24                     | 35                     | —                      | —                      | 8                      | 24                     | 47                     | —                      |
| 2005 | Super Extra Gravity - Utgivning: 14 oktober 2005 - Skivbolag: Stockholm Records    | 1                      | 48                     | —                      | 42                     | 14                     | 15                     | 85                     | 30                     | —                      | —                      | —                      | 8                      | —                      | 78                     | —                      |

### Singlar
| År   | Titel                                                 | Högsta listplaceringar | Högsta listplaceringar | Högsta listplaceringar | Högsta listplaceringar | Högsta listplaceringar | Högsta listplaceringar | Högsta listplaceringar | Högsta listplaceringar | Högsta listplaceringar | Högsta listplaceringar | Högsta listplaceringar | Högsta listplaceringar | Högsta listplaceringar | Högsta listplaceringar | Album                     |
| År   | Titel                                                 | SWE                    | AUS                    | ÖST                    | KAN                    | SCH                    | FIN                    | FRA                    | TYS                    | IRL                    | NED                    | NZ                     | NOR                    | UK                     | USA Alt                | Album                     |
| ---- | ----------------------------------------------------- | ---------------------- | ---------------------- | ---------------------- | ---------------------- | ---------------------- | ---------------------- | ---------------------- | ---------------------- | ---------------------- | ---------------------- | ---------------------- | ---------------------- | ---------------------- | ---------------------- | ------------------------- |
| 1994 | "Rise and Shine"                                      | —                      | —                      | —                      | —                      | —                      | —                      | —                      | —                      | —                      | —                      | —                      | —                      | 29                     | —                      | Emmerdale                 |
| 1994 | "Black Letter Day"                                    | —                      | —                      | —                      | —                      | —                      | —                      | —                      | —                      | —                      | —                      | —                      | —                      | —                      | —                      | Emmerdale                 |
| 1994 | "Sick and Tired"                                      | —                      | —                      | —                      | —                      | —                      | —                      | —                      | —                      | —                      | —                      | —                      | —                      | —                      | —                      | Emmerdale                 |
| 1995 | "Carnival"                                            | —                      | —                      | —                      | —                      | —                      | —                      | —                      | —                      | —                      | 44                     | —                      | —                      | 35                     | —                      | Life                      |
| 1995 | "Sick and Tired" (nyutgåva)                           | —                      | —                      | —                      | —                      | —                      | —                      | —                      | —                      | —                      | —                      | —                      | —                      | 34                     | —                      | Life                      |
| 1995 | "Hey! Get Out of My Way"                              | —                      | —                      | —                      | —                      | —                      | —                      | —                      | —                      | —                      | —                      | —                      | —                      | —                      | —                      | Life                      |
| 1996 | "Lovefool"                                            | 15                     | —                      | —                      | —                      | —                      | 5                      | 31                     | —                      | 11                     | —                      | —                      | —                      | 21                     | —                      | First Band on the Moon    |
| 1996 | "Been It"                                             | —                      | —                      | —                      | —                      | —                      | —                      | —                      | —                      | —                      | —                      | —                      | —                      | 56                     | —                      | First Band on the Moon    |
| 1997 | "Lovefool"                                            | —                      | 11                     | 7                      | 3                      | 22                     | —                      | —                      | 6                      | 13                     | 21                     | 1                      | —                      | 2                      | 9                      | First Band on the Moon    |
| 1997 | "Your New Cuckoo"                                     | —                      | —                      | —                      | —                      | —                      | —                      | —                      | —                      | —                      | —                      | —                      | —                      | 35                     | —                      | First Band on the Moon    |
| 1998 | "My Favourite Game"                                   | 3                      | —                      | —                      | 68                     | —                      | —                      | 27                     | 90                     | 13                     | 15                     | 36                     | —                      | 14                     | 16                     | Gran Turismo              |
| 1999 | "Erase/Rewind"                                        | 12                     | —                      | —                      | —                      | 39                     | —                      | 60                     | 71                     | 16                     | 62                     | 36                     | 14                     | 7                      | —                      | Gran Turismo              |
| 1999 | "Hanging Around"                                      | —                      | —                      | —                      | —                      | —                      | —                      | —                      | —                      | —                      | —                      | —                      | —                      | 17                     | —                      | Gran Turismo              |
| 1999 | "Burning Down the House" (med Tom Jones)              | 2                      | 8                      | 21                     | —                      | 31                     | 10                     | 21                     | 67                     | 18                     | 58                     | 13                     | 4                      | 7                      | —                      |                           |
| 2003 | "For What It's Worth"                                 | 8                      | —                      | —                      | —                      | —                      | —                      | —                      | —                      | 37                     | 98                     | —                      | —                      | 31                     | —                      | Long Gone Before Daylight |
| 2003 | "You're the Storm"                                    | 10                     | —                      | —                      | —                      | —                      | —                      | —                      | —                      | —                      | —                      | —                      | —                      | 74                     | —                      | Long Gone Before Daylight |
| 2003 | "Live and Learn"                                      | —                      | —                      | —                      | —                      | —                      | —                      | —                      | —                      | —                      | —                      | —                      | —                      | —                      | —                      | Long Gone Before Daylight |
| 2005 | "I Need Some Fine Wine and You, You Need to Be Nicer" | 3                      | —                      | —                      | —                      | —                      | —                      | —                      | 93                     | —                      | —                      | —                      | —                      | 59                     | —                      | Super Extra Gravity       |
| 2006 | "Don't Blame Your Daughter (Diamonds)"                | 49                     | —                      | —                      | —                      | —                      | —                      | —                      | —                      | —                      | —                      | —                      | —                      | —                      | —                      | Super Extra Gravity       |